# Mainhattan

Ansicht der Frankfurter Skyline vom Goetheturm

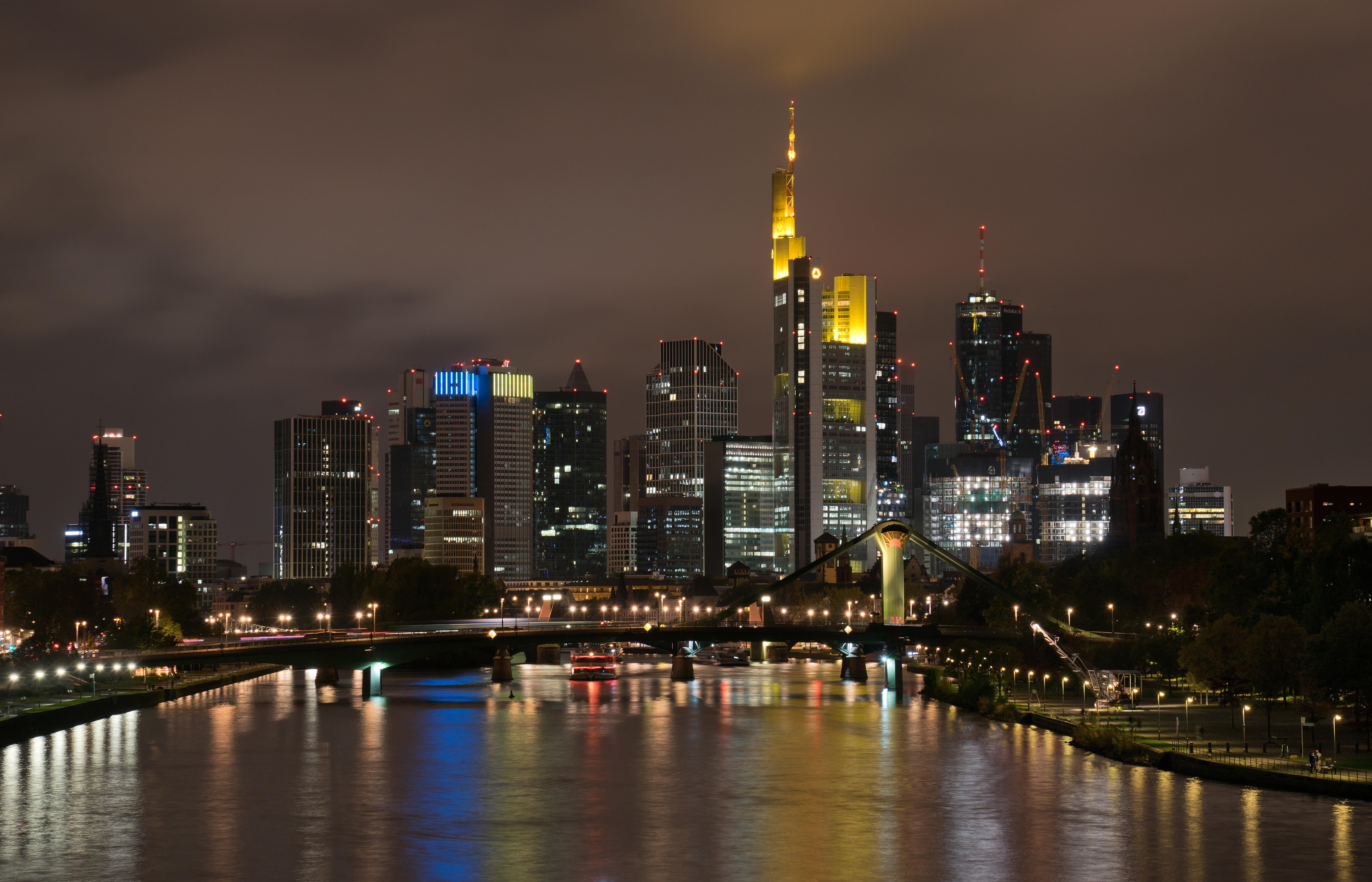
Frankfurter Skyline bei Nacht

Skyline von Lower Manhattan

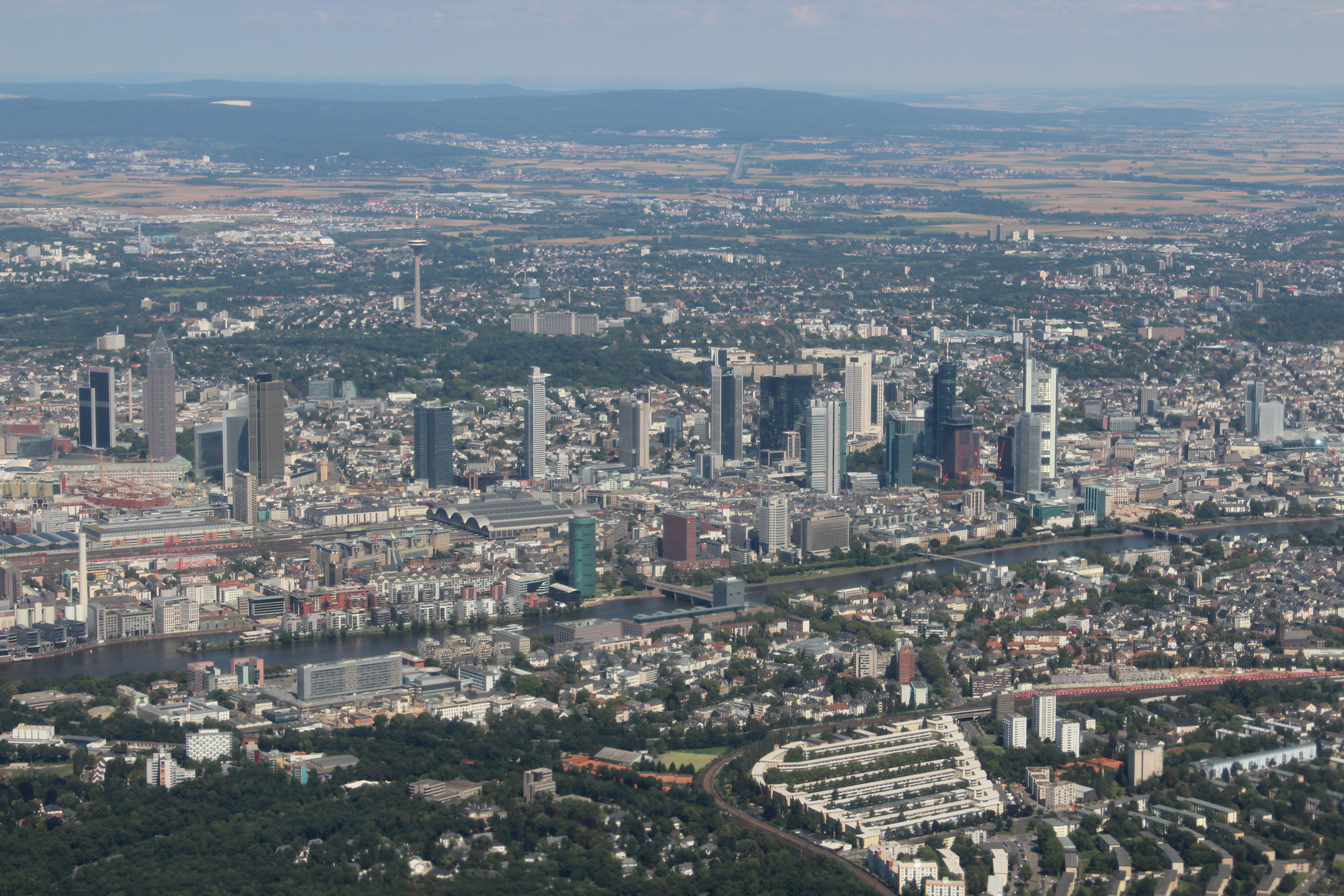
„Mainhattan“ aus der Luft

Mainhattan (auch Mainhatten) ist ein Kofferwort aus „Main“ und „Manhattan“. Es wird als metaphorische Bezeichnung für die Stadt Frankfurt am Main verwendet, unter anderem wegen der hohen Anzahl an Hochhäusern und Wolkenkratzern.

## Begriffsentstehung
Frankfurt am Main ist eine der wenigen Städte in Europa und die einzige Stadt in Deutschland, die den Bau von Hochhäusern im Stadtzentrum erlaubt. Dadurch wuchs seit den 1960er-Jahren ein charakteristisches Stadtbild, die Frankfurter Skyline. Die damals entstandene Bezeichnung Mainhattan galt ursprünglich als Dysphemismus für die Stadt am Main – ebenso wie die zur selben Zeit aufgekommenen Bezeichnungen Bankfurt und Krankfurt. Zur Zeit des Frankfurter Häuserkampfes Anfang der 1970er-Jahre stand er für eine Stadtplanung, die sich ausschließlich an Investoreninteressen orientierte, für bewusste Zerstörung gewachsener Stadtviertel und ungezügeltes Profitstreben zu Lasten der alteingesessenen Bevölkerung.

## Bedeutungswandel
Seit den 1980er-Jahren entwickelte sich die Frankfurter Skyline allmählich zum Symbol für Prosperität und Zukunftsorientierung und in der Folge zum Wahrzeichen der Stadt. Die Bevölkerung identifizierte sich zunehmend mit ihren Hochhäusern. Seit 1996 wird in unregelmäßigen Abständen das Wolkenkratzer-Festival gefeiert. Die SkyArena, eine multimediale Inszenierung der Frankfurter Skyline, wurde zur Eröffnung der Fußball-Weltmeisterschaft 2006 weltweit übertragen.
Parallel dazu verlor die Bezeichnung Mainhattan ihre ursprünglich negative Bedeutung und wandelte sich vom Schimpfwort zum Ehrentitel. Er wird heute sowohl von Einheimischen als auch von Gästen als freundlicher Spitzname für Frankfurt verwendet, und nur wenige nehmen daran Anstoß, dass die im Vergleich mit New York City deutlich kleinere Stadt Frankfurt sich mit der US-Metropole vergleicht.
Der Bedeutungswandel des ursprünglichen Schimpfwortes führt dazu, dass Mainhattan heute in der Werbung, zum Beispiel für den städtischen Tourismus, als Synonym für Frankfurt stehen kann. Auch Vereine und Institutionen verwenden es in ihrem Namen, zum Beispiel der Sportverein Mainhatten Skywheelers.